# Fábrica de Carrocerias Metropolitana
A Fábrica de Carrocerias Metropolitana foi uma encarroçadora de ônibus brasileira. A empresa foi fundada em 1948 por Fritz Weissmann, João da Silva e Waldemar Moreira no bairro de Ramos, na cidade do Rio de Janeiro. Foi pioneira no uso do duralumínio na fabricação de carrocerias, porém desavenças comerciais fizeram com que Weissmann deixasse a empresa, criando a Ciferal. A Ciferal passou a concorrer com a Metropolitana no mercado de ônibus de duralumínio.
A concorrência entre a Metropolitana e a Ciferal durante a década de 1960 culminou em problemas financeiros para as duas empresas, que quase realizaram uma fusão no final daquela década. Entre 1968 e 1971 a Metropolitana investiu na construção de uma nova sede e na ampliação de seu parque industrial, com a aquisição dos fabricantes Cermava e Vieira.
Durante as décadas de 1960 a 1970 foi uma das maiores fabricantes de carrocerias de ônibus urbano no Rio de Janeiro até ser adquirida pela CAIO em 1976.